# Ријека Воћанска
Ријека Воћанска је насељено место у саставу општине Доња Воћа у Вараждинској жупанији, Хрватска. До територијалне реорганизације у Хрватској налазила се у саставу старе општине Иванец.

## Становништво
На попису становништва 2011. године, Ријека Воћанска је имала 264 становника.

## Попис1991.
На попису становништва 1991. године, насељено место Ријека Воћанска је имало 376 становника, следећег националног састава:
| Попис 1991.‍ | Попис 1991.‍ | Попис 1991.‍ | Попис 1991.‍ | Попис 1991.‍ |
| ----------- | ----------- | ----------- | ----------- | ----------- |
|             |             |             |             |             |
| Хрвати      | Хрвати      |             | 374         | 99,46%      |
| Словенци    | Словенци    |             | 1           | 0,26%       |
| непознато   | непознато   |             | 1           | 0,26%       |
| укупно: 376 |             |             |             |             |